# Kabinett Santokhi
Das Kabinett Santokhi bildet seit dem 16. Juli 2020 die Regierung von Suriname. Das Kabinett wurde im Anschluss an die Parlamentswahlen 2020 gebildet.

## Regierungsmitglieder
| Amt                                                    | Amtsinhaber | Amtsinhaber                       | Partei |
| ------------------------------------------------------ | ----------- | --------------------------------- | ------ |
| Staatspräsident                                        |             | Chan Santokhi                     | VHP    |
| Vizepräsident                                          |             | Ronnie Brunswijk                  | ABOP   |
| Minister für Landwirtschaft, Tierhaltung und Fischerei |             | Prahlad Sewdien                   | VHP    |
| Verteidigungsministerin                                |             | Krishna Mathoera                  | VHP    |
| Wirtschaftsministerin                                  |             | Saskia Walden (bis 2022)          | VHP    |
| Wirtschaftsministerin                                  |             | Rishma Kuldipsingh (seit 2022)    | VHP    |
| Minister/in für Bildung, Wissenschaft und Kultur       |             | Marie Levens (bis 2023)           | NPS    |
| Minister/in für Bildung, Wissenschaft und Kultur       |             | Henry Ori (sei 2023)              | VHP    |
| Minister/in für Arbeit und Jugend                      |             | Rishma Kuldipsingh (bis 2022)     | VHP    |
| Minister/in für Arbeit und Jugend                      |             | Steven Mac Andrew (seit 2022)     | VHP    |
| Finanzminister                                         |             | Armand Achaibersing (bis 2022)    | VHP    |
| Finanzminister                                         |             | Stanley Raghoebarsing (seit 2022) | VHP    |
| Außenminister                                          |             | Albert Ramdin                     | VHP    |
| Innenminister                                          |             | Bronto Somohardjo                 | PL     |
| Minister für Justiz und Polizei                        |             | Kenneth Amoksi                    | ABOP   |
| Ministerin für Land- und Forstwirtschaft               |             | Diana Pokie (bis 2021)            | ABOP   |
| Ministerin für Land- und Forstwirtschaft               |             | Dinotha Vorswijk (seit 2021)      | ABOP   |
| Minister für natürliche Ressourcen                     |             | David Abiamofo                    | ABOP   |
| Ministerin für Regionalentwicklung und Sport           |             | Gracia Emanuël                    | ABOP   |
| Gesundheitsminister                                    |             | Amar Ramadhin                     | VHP    |
| Minister für öffentliche Arbeit                        |             | Riad Nurmohamed                   | VHP    |
| Minister für Raumplanung und Umwelt                    |             | Silvano Tjong-Ahin (bis 2023)     | NPS    |
| Minister für Raumplanung und Umwelt                    |             | Marciano Dasai (seit 2023)        | VHP    |
| Minister für Verkehr, Kommunikation und Tourismus      |             | Albert Jubithana (bis 2023)       | ABOP   |
| Minister für Verkehr, Kommunikation und Tourismus      |             | Uraiqit Ramsaran (seit 2023)      | PL     |
| Minister für Wohlfahrt und Wohnungswesen               |             | Uraiqit Ramsaran (bis 2023)       | PL     |
| Minister für Wohlfahrt und Wohnungswesen               | vakant      |                                   |        |